# Johann Riederich
Johann Riederich (18. září 1907 – ?), uváděn také jako Johann Riedrich, byl rakouský fotbalový útočník.

## Hráčská kariéra
V rakouské lize hrál za Austrii Vídeň. V československé lize hrál za DSV Saaz, aniž by skóroval.

### Prvoligová bilance
| Ročník              | Zápasy | Góly | Minuty | Klub            |
| ------------------- | ------ | ---- | ------ | --------------- |
| I. liga 1929/30     | 10     | 4    | 900    | FK Austria Wien |
| I. liga 1935/36     | 13     | 0    | 1 170  | DSV Saaz        |
| CELKEM I. ČS. LIGA  | 13     | 0    | 1 170  |                 |
| CELKEM I. RAK. LIGA | 10     | 4    | 900    |                 |